# Brachydesmus institor
Brachydesmus institor är en mångfotingart som beskrevs av Carl Graf Attems 1927. Brachydesmus institor ingår i släktet Brachydesmus och familjen plattdubbelfotingar. Inga underarter finns listade i Catalogue of Life.